# اندیس سنگ تزئینی میلاق
سنگ تزئینی میلاق یک اندیس مصالح ساختمانی است که در  استان قزوین قرار دارد و مادهٔ معدنی موجود در آن، سنگ تزئینی است.سنگ میزبان این اندیس آهکهای تریاس و توف است و دیرینگی آن به دوران ائوسن می‌رسد. در این اندیس، پاراژنز‌های اهک یافت می‌شوند.